# Niklas Almin
Niklas Almin, född omkring 1733, död 28 december 1782 i Gävle, var skarprättare i Gävleborgs län från 1773 till 1782. Han avrättade i Gävle den 21 oktober 1776 Hans Hillborg, dömd för stöld.
Almin tillhörde resandefolket och kombinerade skarprättaryrket med att resa runt och försörja sig som valackare. Under tiden han var verksam som skarprättare bodde han på Skarprättargården i Gävle.
Han var gift med Anna Maria Ekeroth, dotter till skarprättaren i Örebro och Göteborg Johan Ekeroth. Flera av barnen levde ett kringresande liv och antog yrken som glasförare och valackare.